# 大阪港
大阪港，位在大阪府大阪市的港灣。是日本主要的國際貿易港（五大港）之一，與神戶港一同被指定為超級中樞港灣『阪神港』。

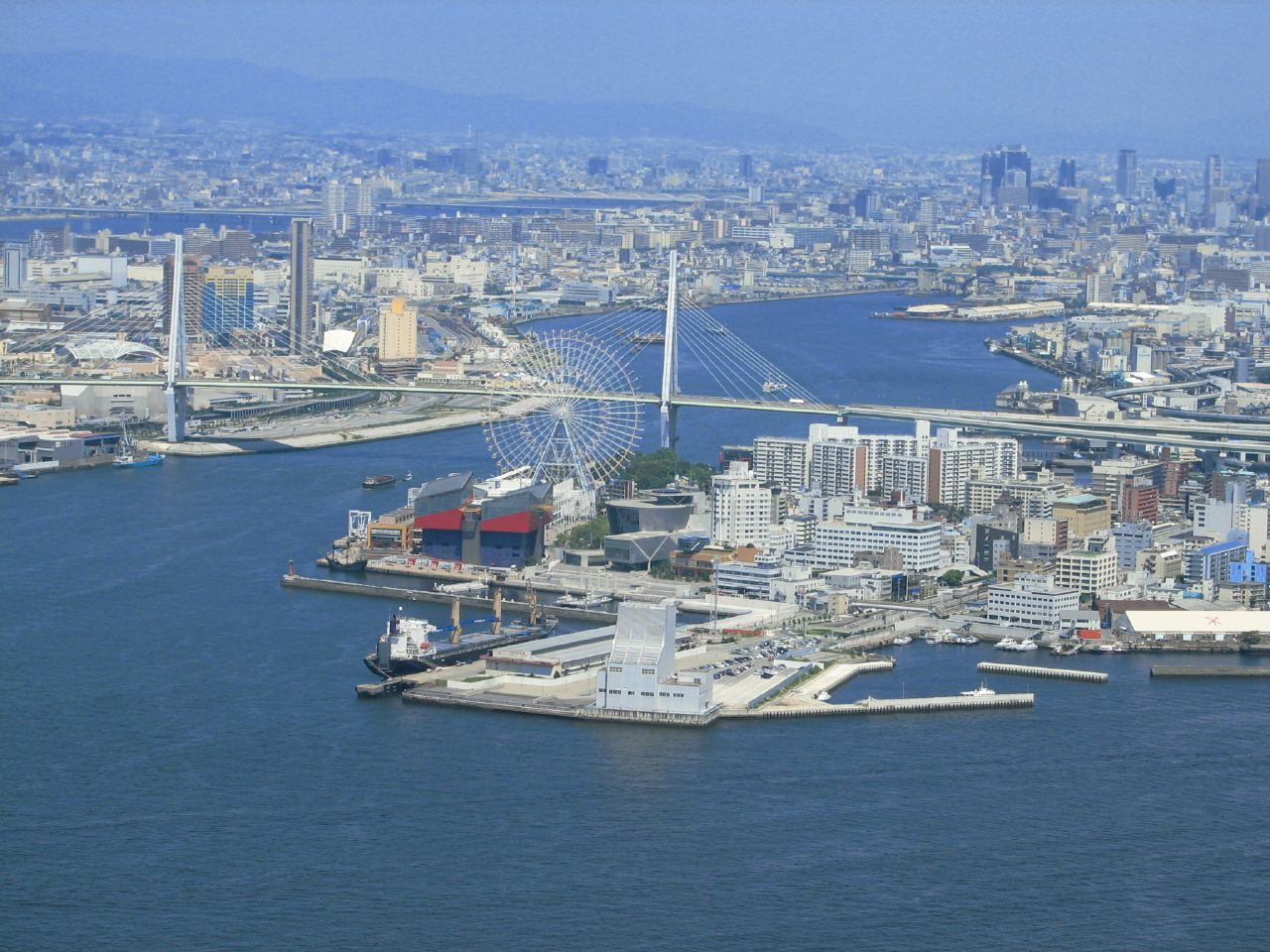
築港的天保山地區

## 概述
1868年、大阪市設立市時一起開港。主要位置在港區、大正區、此花區、住之江區、以及部分的西區。明治以後，大阪港與鄰近作為國營國際貿易港口而被興建的神戶港有著鮮明的區隔，大阪港有自己相關的建設，算是傳統的城市港灣。

## 略史
- 6世紀左右作為 難波津（古代港灣名），住吉津（古代港灣名）成立，作為國際港而繁榮。
- 從平安時代開始到鎌倉時代，在淀川河口的渡邊津（古代港灣名）附近在當時極繁榮。
- 江戶時代成為北前船（丹後半島以北所屬的船）和竹籬笆貨船等的停泊地而繁榮，成為日本最大級的港（當時大型船只航行至淀川河口，要在此處改乘小型船才能將貨載運進入木津川和淀川的市區渡頭）。
- 1868年、開港。附近西區的川口為外國人居留地。
- 1876年(明治9年)外國船隻最後一次進港。因為安治川狹窄以及淺大型船不能進入，國際港機能被轉移到神戶港。
- 1929年(昭和4年)海港事業(大阪港第1次修築工程)完工。繼續、大阪港第2次修築工程開始。
- 1944年（昭和19年） 中央突堤完成。
- 1948年（昭和23年） 海灣對外貿易再度開放。
- 1951年（昭和26年）持續被列為特定重要港灣。
- 1952年（昭和27年） 港灣法實施，大阪市政府成為大阪港的港灣管理者。
- 1958年（昭和33年） 南港（人工島－咲洲）地區的填海造陸工程開始。
- 1974年（昭和49年） 阪神高速道路4號灣岸線-港大橋開通。
- 1997年（平成9年） 大阪港築港100周年記念。
- 2004年（平成16年）與神戶港一同指定為超級中樞港灣（指定特定重要港灣）之一。

## 主要的設施

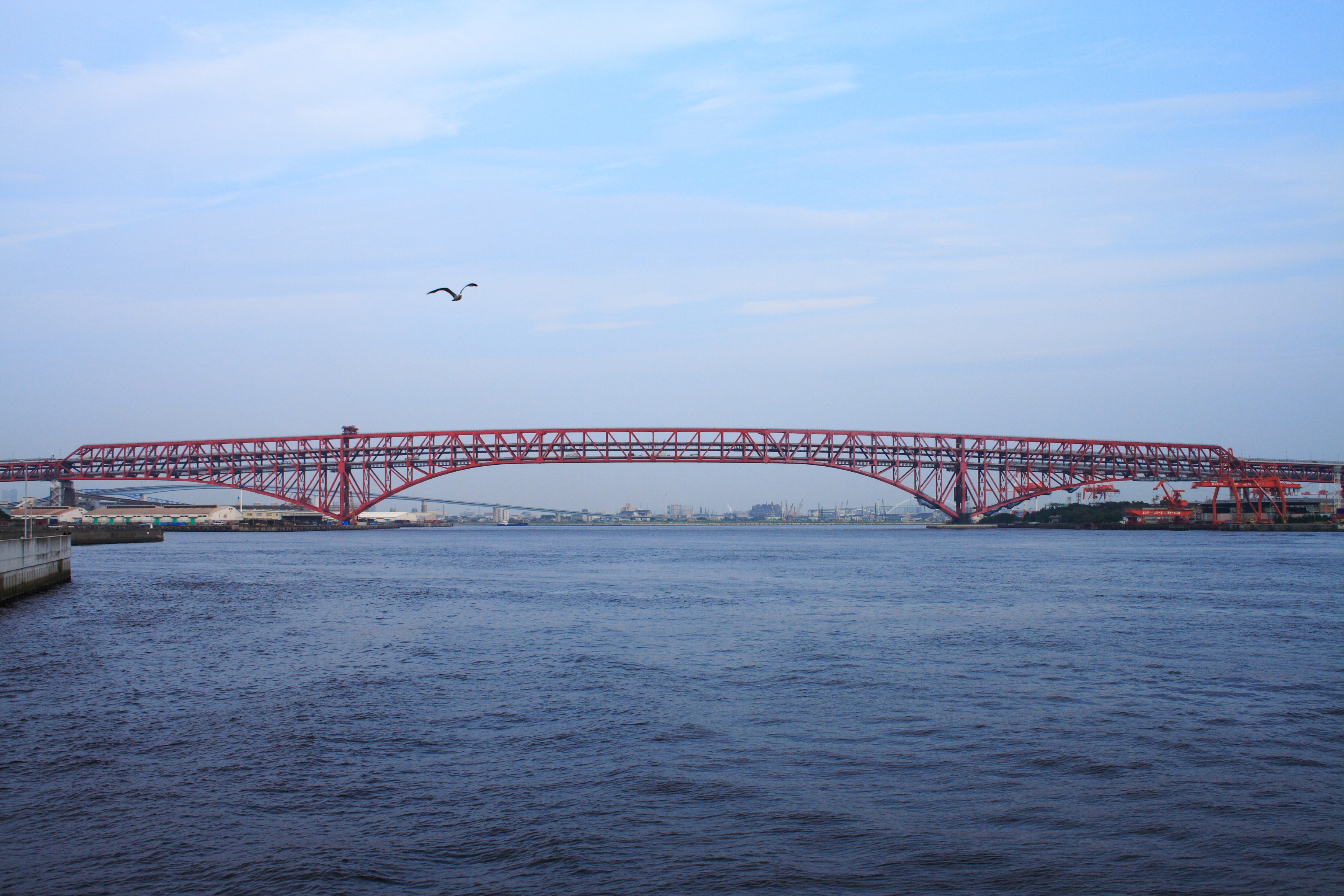
大阪的港大橋

- 面積
  - 臨港地區 1,892公頃
  - 港灣地區 4,774公頃

### 築港
最初完成的港岸。
主要施設
- 天保山客運船終點站
- 天保山西岸碼頭
- 天保山棧橋
  - 天保山渡輪頭

### 北港
在大正時代開始，附近被開發為化學重工業地帶，因此成為工業港。現在除了倉庫等排列之外，在海上填海造陸的舞州、夢州被建設為貨櫃集散地。
主要設施
- 北港遊艇港
- 直球碼頭
- 貨櫃集散碼頭
- 舞州碼頭（蔬菜、水果進口區）

### 南港
大阪港的填海造陸、人工島－咲洲 一帶。
主要設施

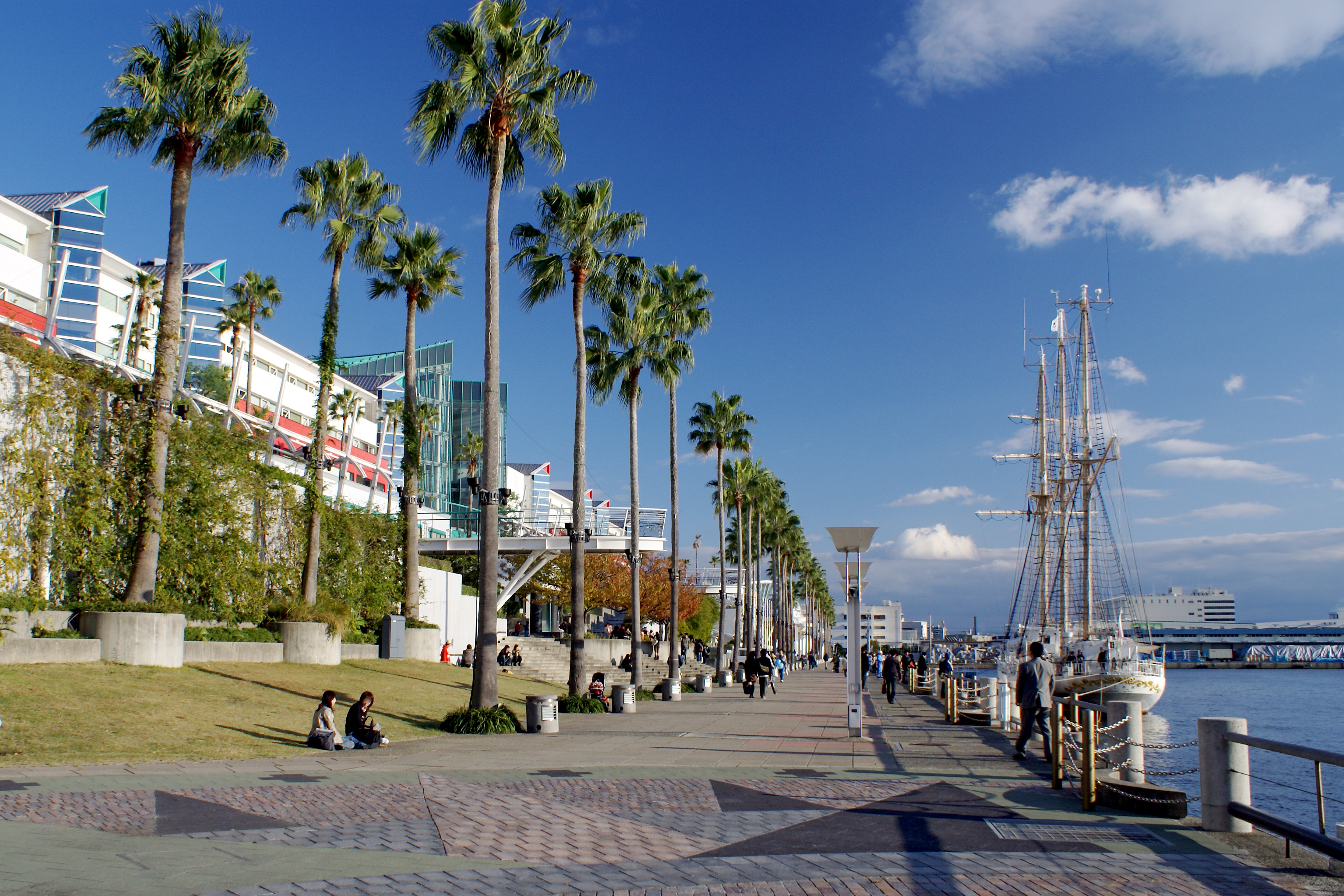
帆桿船專用的ATC碼頭

- 國際線的客輪終點站（最近車站－宇宙廣場車站）。
- ATC碼頭（帆桿船專用）
- 大阪南港客輪終點站（最近車站－渡船大樓站）
- 沖繩定點航線碼頭 ※乘船接泊「大阪南港客輪終點站」
- 海鷗渡輪終點站

## 外部連結
- 大阪市港灣局